# Bob Connor
Robert Connor (sinh ngày 13 tháng 10 năm 1925) là một cựu cầu thủ bóng đá người Anh thi đấu ở vị trí thủ môn.

## Sự nghiệp
Sinh ra ở Bradford, Connor thi đấu cho Saltaire, Bradford City, Wrexham và Bath City.
Ông thi đấu cho Bradford City từ tháng 9 năm 1949 đến tháng 7 năm 1951, có 28 lần ra sân ở Football League và 2 lần ra sân tại Cúp FA.